# Llista de guardonats amb el Premi Nobel de Física

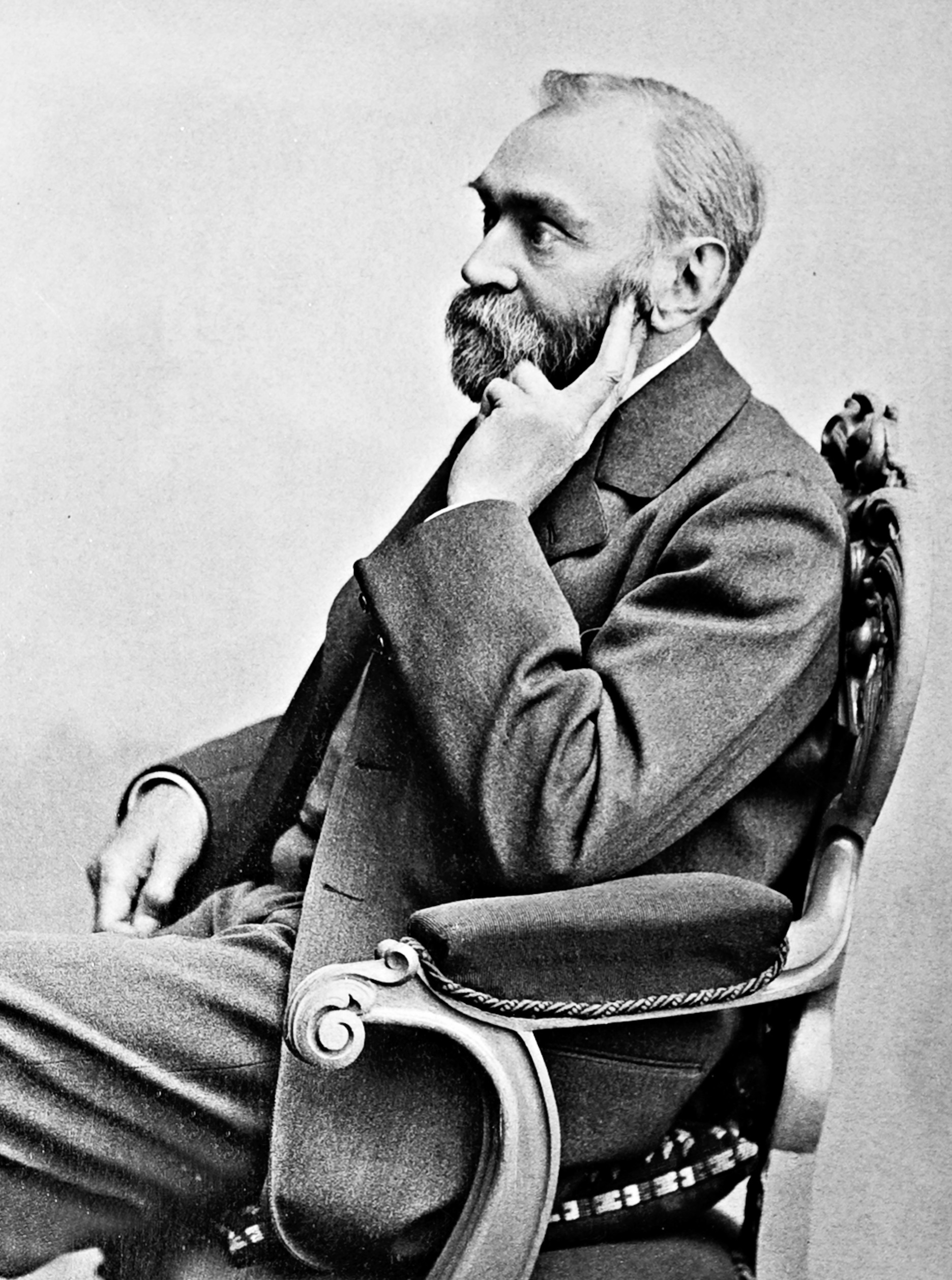
El Premi Nobel de Física va ser establert en el testament de 1895 del químic suec Alfred Nobel.

El Premi Nobel de Física (en suec: Nobelpriset i fysik) és lliurat anualment per l'Acadèmia Sueca a «científics que sobresurten per les seves contribucions en el camp de la física». És un dels cinc premis Nobel establerts en el testament d'Alfred Nobel, el 1895, i que són donats a tots aquells individus que realitzen contribucions notables en la química, la física, la literatura, la pau i la fisiologia o medicina.
Segons el que diu el testament de Nobel, aquest reconeixement és administrat directament per la Fundació Nobel i concedit per un comitè conformat per cinc membres que són triats per la Reial Acadèmia Sueca de Ciències. El primer Premi Nobel de Física va ser atorgat el 1901 a Wilhelm Conrad Röntgen, d'Alemanya. Cada destinatari rep una medalla, un diploma i un premi econòmic que ha variat al llarg dels anys. El 1901, Röntgen va rebre 150.782 corones sueques, equivalents a 7.731.004 corones de 2007; en comparació, el 2008 el premi va ser atorgat a Makoto Kobayashi, Toshihide Maskawa i Yoichiro Nambu, que van compartir la quantitat de 10.000.000 de corones sueques (una mica més d'1 milió d'euros, equivalent a 1,4 milions de dòlars). Addicionalment, el guardó és presentat a Estocolm, Suècia, en una celebració anual que es realitza cada 10 de desembre, en commemoració de l'aniversari luctuós de Nobel.
John Bardeen és l'únic guardonat que ha guanyat el Premi Nobel de Física en dues ocasions, el 1956 i el 1972. Marie Curie va guanyar dos Premis Nobel en dues disciplines, física el 1903 i química el 1911. William Lawrence Bragg és el guardonat més jove fins avui, ja que li va ser concedit el Premi en 1915, quan només comptava amb 25 anys. Només dues dones han aconseguit el Premi: Marie Curie (1903) i Maria Goeppert-Mayer (1963), el que fa que el Nobel de Física sigui el Premi Nobel que menys dones hagin guanyat. Fins al 2011, el Premi ha estat concedit a 191 individus. Durant sis anys (1916, 1931, 1934, 1940-1942) no va ser atorgat, en algunes ocasions, per declarar-se desert i, en altres, per la situació de guerra mundial i l'exili obligat de diversos membres del comitè.

## Guardonats
| Any  | Premiat                                       | Premiat                                       | País                                  | Notes |
| ---- | --------------------------------------------- | --------------------------------------------- | ------------------------------------- | --- |
| 1901 | Wilhelm Conrad Röntgen                        | Wilhelm Conrad Röntgen                        | Imperi alemany                        | Pel descobriment dels remarcables raigs que porten el seu nom |
| 1902 | Hendrik Lorentz                               | Hendrik Lorentz                               | Països Baixos                         | Per les seves investigacions realitzades sobre la influència del magnetisme en els fenòmens generats per radiació |
| 1902 | Pieter Zeeman                                 | Pieter Zeeman                                 | Països Baixos                         | Per les seves investigacions realitzades sobre la influència del magnetisme en els fenòmens generats per radiació |
| 1903 | Antoine Henri Becquerel                       | Antoine Henri Becquerel                       | França                                | Pel seu descobriment de la radioactivitat espontània |
| 1903 | Pierre Curie                                  | Pierre Curie                                  | França                                | Per les seves investigacions conjuntes sobre els fenòmens de la radiació descoberts pel professor Henri Becquerel |
| 1903 | Marie Curie                                   | Marie Curie                                   | França · Polònia                      | Per les seves investigacions conjuntes sobre els fenòmens de la radiació descoberts pel professor Henri Becquerel |
| 1904 | John William Strutt                           | John William Strutt                           | Regne Unit                            | Per les seves investigacions sobre la densitat dels gassos més importants i per la descoberta de l'argó amb relació a aquests estudis |
| 1905 | Philipp Eduard Anton von Lenard               | Philipp Eduard Anton von Lenard               | Imperi alemany                        | Pel seu treball sobre els raigs catòdics |
| 1906 | Joseph John Thomson                           | Joseph John Thomson                           | Regne Unit                            | Per les seves investigacions teòriques i experimentals sobre la conducció de la electricitat a través dels gassos |
| 1907 | Albert Abraham Michelson                      | Albert Abraham Michelson                      | Estats Units                          | Pels seus instruments òptics de precisió i per les investigacions espectroscòpiques i metrològiques que van ser dutes a terme gràcies a la seva ajuda |
| 1908 | Gabriel Lippmann                              | Gabriel Lippmann                              | França                                | Pel seu mètode de reproduir colors fotogràficament sobre la base del fenomen de la interferència |
| 1909 | Guglielmo Marconi                             | Guglielmo Marconi                             | Itàlia                                | Per les seves contribucions al desenvolupament de la comunicació sense fils |
| 1909 | Karl Ferdinand Braun                          | Karl Ferdinand Braun                          | Imperi alemany                        | Per les seves contribucions al desenvolupament de la comunicació sense fils |
| 1910 | Johannes Diderik van der Waals                | Johannes Diderik van der Waals                | Països Baixos                         | Pel seu treball sobre l'equació de l'estat general dels sòlids i líquids |
| 1911 | Wilhelm Wien                                  | Wilhelm Wien                                  | Imperi alemany                        | Pels seus descobriments sobre les lleis que regeixen la radiació del calor |
| 1912 | Nils Gustaf Dalén                             | Nils Gustaf Dalén                             | Suècia                                | Per la invenció de vàlvules automàtiques dissenyades per ser usades en combinació amb acumuladors de gas a fars i boies |
| 1913 | Heike Kamerlingh-Onnes                        | Heike Kamerlingh-Onnes                        | Països Baixos                         | Per les seves investigacions sobre les propietats de la matèria a baixes temperatures, que el va portar entre altres coses, a produir heli líquid |
| 1914 | Max von Laue                                  | Max von Laue                                  | Imperi alemany                        | Pel seu descobriment de la difracció dels raigs X causada per vidres i per un pas important en el desenvolupament de l'espectroscòpia dels raigs X |
| 1915 | William Henry Bragg                           | William Henry Bragg                           | Regne Unit                            | Pels seus estudis en l'anàlisi de la estructura cristal·lina per mitjà dels raigs X i per un important pas en el desenvolupament de la cristal·lografia de raigs X |
| 1915 | William Lawrence Bragg                        | William Lawrence Bragg                        | Regne Unit                            | Pels seus estudis en l'anàlisi de la estructura cristal·lina per mitjà dels raigs X i per un important pas en el desenvolupament de la cristal·lografia de raigs X |
| 1916 | Premi no atorgat                              | Premi no atorgat                              | Premi no atorgat                      | Premi no atorgat |
| 1917 | Charles Glover Barkla                         | Charles Glover Barkla                         | Regne Unit                            | Pel seu descobriment sobre les característiques de la radiació de Röntgen exercida sobre els elements, un altre pas important en el desenvolupament de la cristal·lografia de raigs X |
| 1918 | Max Planck                                    | Max Planck                                    | Imperi alemany                        | Per les aportacions que va realitzar a favor a l'avanç de la física, a causa dels seus descobriments sobre els quants d'energia |
| 1919 | Johannes Stark                                | Johannes Stark                                | Alemanya                              | Pel seu descobriment de l'efecte Doppler en els rajos canals i pel desdoblament de les línies espectrals en camps elèctrics |
| 1920 | Charles Édouard Guillaume                     | Charles Édouard Guillaume                     | Suïssa                                | Per les aportacions que va prestar als mesuraments precisos de la física, pel seu descobriment sobre les anomalies que es presenten als aliatges d'acer-níquel |
| 1921 | Albert Einstein                               | Albert Einstein                               | Alemanya                              | Per les seves aportacions a la física teòrica i, especialment, pel descobriment de la llei del efecte fotoelèctric |
| 1922 | Niels Bohr                                    | Niels Bohr                                    | Dinamarca                             | Pels seus serveis en la investigació de l'estructura dels àtoms i de la radiació que n'emana |
| 1923 |                                               | Robert Andrews Millikan                       | Estats Units                          | Pel seu treball sobre la càrrega elemental de l'electricitat i sobre l'efecte fotoelèctric |
| 1924 | Manne Siegbahn                                | Manne Siegbahn                                | Suècia                                | Pels seus descobriments i la seva recerca en el camp de l'espectroscòpia de raigs X |
| 1925 |                                               | James Franck                                  | Alemanya                              | Pels seus descobriments sobre les lleis que regeixen l'impacte d'un electró sobre un àtom |
| 1925 | Gustav Hertz                                  | Gustav Hertz                                  | Alemanya                              | Pels seus descobriments sobre les lleis que regeixen l'impacte d'un electró sobre un àtom |
| 1926 | Jean Perrin                                   | Jean Baptiste Perrin                          | França                                | Pel seu treball sobre l'estructura discontínua de la matèria i, especialment, pel seu descobriment sobre l'equilibri de sedimentació |
| 1927 |                                               | Arthur Holly Compton                          | Estats Units                          | Pel descobriment de l'efecte que porta el seu nom |
| 1927 |                                               | Charles Thomson Rees Wilson                   | Regne Unit                            | Pel seu mètode per fer que les trajectòries de les partícules carregades elèctricament siguin visibles per mitjà de la condensació de vapor |
| 1928 |                                               | Owen Willans Richardson                       | Regne Unit                            | Pel seu treball sobre el fenomen termoiònic i, especialment, pel descobriment de la llei que porta el seu nom |
| 1929 | Prince Louis-Victor Pierre Raymond de Broglie | Prince Louis-Victor Pierre Raymond de Broglie | França                                | Pel descobriment de la naturalesa ondulatòria dels electrons |
| 1930 | Chandrasekhara Venkata Raman                  | Chandrasekhara Venkata Raman                  | Índia                                 | Pel seu treball sobre la dispersió de la llum i pel descobriment de l'efecte que porta el seu nom |
| 1931 | Premi no atorgat                              | Premi no atorgat                              | Premi no atorgat                      | Premi no atorgat |
| 1932 | Werner Heisenberg                             | Werner Heisenberg                             | Alemanya                              | Per la creació de la mecànica quàntica, l'aplicació de la qual és, entre altres coses, l'estudi i descobriment de les formes al·lotròpiques de l'hidrogen |
| 1933 | Erwin Schrödinger                             | Erwin Schrödinger                             | Àustria                               | Pel descobriment de noves formes per l'aplicació de la teoria atòmica |
| 1933 | Paul Dirac                                    | Paul Dirac                                    | Regne Unit                            | Pel descobriment de noves formes per l'aplicació de la teoria atòmica |
| 1934 | Premi no atorgat                              | Premi no atorgat                              | Premi no atorgat                      | Premi no atorgat |
| 1935 | James Chadwick                                | James Chadwick                                | Regne Unit                            | Pel descobriment del neutró». |
| 1936 | Victor Francis Hess                           | Victor Francis Hess                           | Àustria                               | Pel seu descobriment del la radiació cósmica». |
| 1936 |                                               | Carl David Anderson                           | Estats Units                          | Pel descobriment del positró». |
| 1937 | Clinton Joseph Davisson                       | Clinton Joseph Davisson                       | Estats Units                          | Pels seus descobriments experimentals de la difracció dels electrons causada per cristalls |
| 1937 | George Paget Thomson                          | George Paget Thomson                          | Regne Unit                            | Pels seus descobriments experimentals de la difracció dels electrons causada per cristalls |
| 1938 | Enrico Fermi                                  | Enrico Fermi                                  | Itàlia                                | Per les seves demostracions sobre l'existència de nous elements radioactius produïts per la irradiació de neutrons i pel seu descobriment relacionat amb les reaccions nuclears produïdes per neutrons lents |
| 1939 | Ernest Lawrence                               | Ernest Lawrence                               | Estats Units                          | Per la creació i el desenvolupament del ciclotró i pels resultats obtinguts d'ell, especialment, en relació amb elements radioactius artificials |
| 1940 | Premi no atorgat                              | Premi no atorgat                              | Premi no atorgat                      | Premi no atorgat |
| 1941 | Premi no atorgat                              | Premi no atorgat                              | Premi no atorgat                      | Premi no atorgat |
| 1942 | Premi no atorgat                              | Premi no atorgat                              | Premi no atorgat                      | Premi no atorgat |
| 1943 | Otto Stern                                    | Otto Stern                                    | Estats Units                          | Per la seva contribució al desenvolupament del mètode de raigs moleculars i pel descobriment del moment magnètic del protó |
| 1944 |                                               | Isidor Isaac Rabi                             | Estats Units                          | Pel seu mètode de ressonància per registrar les propietats magnètiques dels nuclis atòmics |
| 1945 | Wolfgang Pauli                                | Wolfgang Pauli                                | Àustria                               | Pel descobriment del principi d'exclusió, també anomenat el principi de Pauli |
| 1946 | Percy Williams Bridgman                       | Percy Williams Bridgman                       | Estats Units                          | Per la invenció d'un aparell per produir pressions extremadament altes i per les descobertes que va fer amb relació a això, en el camp de la física d'altes pressions |
| 1947 |                                               | Edward Victor Appleton                        | Regne Unit                            | Per les seves investigacions sobre la física de l'atmosfera superior, especialment, pel descobriment de l'anomenada capa de Appleton |
| 1948 | Patrick Maynard Stuart Blackett               | Patrick Maynard Stuart Blackett               | Regne Unit                            | Pel seu desenvolupament del mètode de la càmera de boira feta per Wilson i pels seus descobriments en els camps de la física nuclear i sobre la radiació còsmica |
| 1949 | Hideki Yukawa                                 | Hideki Yukawa                                 | Japó                                  | Per la seva predicció sobre l'existència de les fondes amb base en els seus treballs teòrics sobre les forces nuclears |
| 1950 | Cecil Frank Powell                            | Cecil Frank Powell                            | Regne Unit                            | Pel seu desenvolupament sobre el mètode fotogràfic per estudiar els processos nuclears i pels seus descobriments sobre les fondes realitzades mitjançant aquest mètode |
| 1951 | John Douglas Cockcroft                        | John Douglas Cockcroft                        | Regne Unit                            | Pel treball pioner que van realitzar sobre la transmutació dels nuclis atòmics accelerats artificialment per partícules subatòmiques |
| 1951 | Ernest Walton                                 | Ernest Thomas Sinton Walton                   | Irlanda                               | Pel treball pioner que van realitzar sobre la transmutació dels nuclis atòmics accelerats artificialment per partícules subatòmiques |
| 1952 | Felix Bloch                                   | Felix Bloch                                   | Estats Units                          | Pel seu desenvolupament en nous mètodes sobre la precisió nuclear magnètica i pels seus descobriments relacionats amb aquesta |
| 1952 | Edward Mills Purcell                          | Edward Mills Purcell                          | Estats Units                          | Pel seu desenvolupament en nous mètodes sobre la precisió nuclear magnètica i pels seus descobriments relacionats amb aquesta |
| 1953 | Frits Zernike                                 | Frits Zernike                                 | Països Baixos                         | Per la seva demostració sobre el mètode de contrast de fases i sobretot per la seva invenció del microscopi de contrast de fase |
| 1954 | Max Born                                      | Max Born                                      | Regne Unit                            | Per les seves investigacions fonamentals sobre la mecànica quàntica i, especialment, per la seva interpretació estadística sobre la funció d'ones |
| 1954 | Walter Bothe                                  | Walther Bothe                                 | RFA                                   | Pel desenvolupament del mètode de coincidències i pels seus descobriments relacionats amb aquest |
| 1955 | Willis Eugene Lamb                            | Willis Eugene Lamb                            | Estats Units                          | Pels seus descobriments sobre l'estructura fina de l'espectre d'hidrogen |
| 1955 | Polykarp Kusch                                | Polykarp Kusch                                | Estats Units                          | Per determinar amb precisió el moment magnètic de l'electró |
| 1956 | John Bardeen                                  | John Bardeen                                  | Estats Units                          | Per les seves investigacions sobre els semiconductors i pels seus descobriments sobre l'efecte transistor |
| 1956 | Walter Houser Brattain                        | Walter Houser Brattain                        | Estats Units                          | Per les seves investigacions sobre els semiconductors i pels seus descobriments sobre l'efecte transistor |
| 1956 | William Shockley                              | William Bradford Shockley                     | Estats Units                          | Per les seves investigacions sobre els semiconductors i pels seus descobriments sobre l'efecte transistor |
| 1957 |                                               | Tsung-Dao Lee                                 | Taiwan                                | Per la seva penetrant investigació sobre les anomenades lleis de paritat, les quals han conduït a l'avanç d'importants descobriments sobre les partícules elementals |
| 1957 | Chen Ning Yang                                | Chen Ning Yang                                | Taiwan                                | Per la seva penetrant investigació sobre les anomenades lleis de paritat, les quals han conduït a l'avanç d'importants descobriments sobre les partícules elementals |
| 1958 | Pàvel Txerenkov                               | Pàvel Txerenkov                               | Unió Soviètica                        | Pel descobriment i interpretació de l'efecte Txerenkov |
| 1958 | Ilià Frank                                    | Ilià Frank                                    | Unió Soviètica                        | Pel descobriment i interpretació de l'efecte Txerenkov |
| 1958 | Ígor Tamm                                     | Ígor Tamm                                     | Unió Soviètica                        | Pel descobriment i interpretació de l'efecte Txerenkov |
| 1959 | Owen Chamberlain                              | Owen Chamberlain                              | Estats Units                          | Pel descobriment de l'antiprotó |
| 1959 | Emilio Gino Segrè                             | Emilio Gino Segrè                             | Itàlia                                | Pel descobriment de l'antiprotó |
| 1960 | Donald Arthur Glaser                          | Donald Arthur Glaser                          | Estats Units                          | Per la invenció de la càmera de bombolles |
| 1961 | Robert Hofstadter                             | Robert Hofstadter                             | Estats Units                          | Pels seus estudis pioners sobre la dispersió dels electrons en el nucli atòmic i pels seus descobriments aconseguits en relació amb l'estructura dels nucleons |
| 1961 | Rudolf Mößbauer                               | Rudolf Mößbauer                               | RFA                                   | Per les seves investigacions sobre l'absorció de la ressonància a la radiació gamma i pel seu descobriment relacionat l'efecte que porta el seu nom |
| 1962 |                                               | Lev Davídovitx Landau                         | Unió Soviètica                        | Per les seves teories pioneres sobre la matèria condensada, en particular les relacionades amb l'Heli líquid |
| 1963 | Eugene Paul Wigner                            | Eugene Paul Wigner                            | Estats Units                          | Per les seves contribucions a les teories del nucli atòmic i de les partícules elementals i, en particular, el descobriment i aplicació d'aquestes mitjançant els principis fonamentals de simetria |
| 1963 | Maria Goeppert-Mayer                          | Maria Goeppert-Mayer                          | Estats Units                          | Pels seus descobriments relacionats amb l'estructura nuclear de capes |
| 1963 | Johannes Hans Daniel Jensen                   | Johannes Hans Daniel Jensen                   | Unió Soviètica                        | Pels seus descobriments relacionats amb l'estructura nuclear de capes |
| 1964 | Nikolai Bàssov                                | Nikolai Bàssov                                | Unió Soviètica                        | Pels seus treballs fonamentals sobre l'electrònica quàntica, el que ha permès la construcció d'oscil·ladors i amplificadors basats en el principi màser-làser |
| 1964 | Aleksandr Mikhàilovitx Prókhorov              | Aleksandr Mikhàilovitx Prókhorov              | Unió Soviètica                        | Pels seus treballs fonamentals sobre l'electrònica quàntica, el que ha permès la construcció d'oscil·ladors i amplificadors basats en el principi màser-làser |
| 1964 | Charles Hard Townes                           | Charles Hard Townes                           | Estats Units                          | Pels seus treballs fonamentals sobre l'electrònica quàntica, el que ha permès la construcció d'oscil·ladors i amplificadors basats en el principi màser-làser |
| 1965 |                                               | Richard Phillips Feynman                      | Estats Units                          | Pel seu treball fonamental en electrodinàmica quàntica, generant conseqüències profundes per al desenvolupament de la física de partícules elementals |
| 1965 | Julian Schwinger                              | Julian Schwinger                              | Estats Units                          | Pel seu treball fonamental en electrodinàmica quàntica, generant conseqüències profundes per al desenvolupament de la física de partícules elementals |
| 1965 | Sin-Itiro Tomonaga                            | Sin-Itiro Tomonaga                            | Japó                                  | Pel seu treball fonamental en electrodinàmica quàntica, generant conseqüències profundes per al desenvolupament de la física de partícules elementals |
| 1966 | Alfred Kastler                                | Alfred Kastler                                | França                                | Pel descobriment i desenvolupament de mètodes òptics utilitzats per a l'estudi de les ressonàncies hertzianes en els àtoms |
| 1967 | Hans Albrecht Bethe                           | Hans Albrecht Bethe                           | Estats Units                          | Per les seves contribucions sobre la teoria de les reaccions nuclears, especialment, sobre els seus descobriments sobre la producció d'energia en les estrelles |
| 1968 | Luis Walter Alvarez                           | Luis Walter Alvarez                           | Estats Units                          | Per la seva decisiva contribució al camp de la física de partícules elementals, i en particular, al descobriment d'un gran nombre d'estats de ressonància, fets probablement a través del desenvolupament una tècnica que li va aplicar a la càmera de bombolles d'hidrogen, mitjançant l'anàlisi de dades      |
| 1969 | Murray Gell-Mann                              | Murray Gell-Mann                              | Estats Units                          | Per les seves contribucions i descobriments sobre la classificació de les partícules elementals i sobre les interaccions entre elles |
| 1970 | Hannes Olof Gösta Alfvén                      | Hannes Olof Gösta Alfvén                      | Suècia                                | Pels seus fonamentals treballs i descobriments en el camp de la magnetohidrodinàmica, que van donar com a resultat una fructífera aplicació a diferents parts a la física del plasma |
| 1970 | Louis Eugène Félix Néel                       | Louis Eugène Félix Néel                       | França                                | Pels seus treballs i descobriments fonamentals sobre l'antiferromagnetisme i del ferromagnetisme, que han permès importants aplicacions en la física de l'estat sòlid |
| 1971 |                                               | Dennis Gabor                                  | Hongria                               | Per la invenció i el desenvolupament del mètode hologràfic |
| 1972 | John Bardeen                                  | John Bardeen                                  | Estats Units                          | Pel desenvolupament conjunt de la teoria de la superconductivitat, anomenada en general com teoria BCS |
| 1972 | Leon Cooper                                   | Leon Cooper                                   | Estats Units                          | Pel desenvolupament conjunt de la teoria de la superconductivitat, anomenada en general com teoria BCS |
| 1972 | John Robert Schrieffer                        | John Robert Schrieffer                        | Estats Units                          | Pel desenvolupament conjunt de la teoria de la superconductivitat, anomenada en general com teoria BCS |
| 1973 |                                               | Leo Esaki                                     | Japó                                  | Pels seus descobriments experimentals pel que fa als fenòmens de túnel en semiconductors i superconductors, respectivament |
| 1973 | Ivar Giaever                                  | Ivar Giaever                                  | Estats Units · Noruega                | Pels seus descobriments experimentals pel que fa als fenòmens de túnel en semiconductors i superconductors, respectivament |
| 1973 | Brian David Josephson                         | Brian David Josephson                         | Regne Unit                            | Per les seves prediccions teòriques sobre les propietats dels superfluxos a través d'una barrera de túnel i, en particular, per aquells fenòmens que són generalment coneguts com efecte Josephson |
| 1974 |                                               | Martin Ryle                                   | Regne Unit                            | Per les seves investigacions pioneres en l'astrofísica de ràdio: Ryle per les seves observacions i invencions, en particular per la tècnica de síntesi d'obertura, i Hewish pel seu paper decisiu en el descobriment dels púlsars                                                                               |
| 1974 | Antony Hewish                                 |                                               | Regne Unit                            | Per les seves investigacions pioneres en l'astrofísica de ràdio: Ryle per les seves observacions i invencions, en particular per la tècnica de síntesi d'obertura, i Hewish pel seu paper decisiu en el descobriment dels púlsars                                                                               |
| 1975 | Aage Bohr                                     | Aage Bohr                                     | Dinamarca                             | Pel descobriment de la connexió entre el moviment col·lectiu i el moviment de partícules en el nucli atòmic i pel desenvolupament de la teoria de l'estructura del nucli atòmic basada en aquestes connexions                                                                                                   |
| 1975 | Ben Roy Mottelson                             | Ben Roy Mottelson                             | Dinamarca                             | Pel descobriment de la connexió entre el moviment col·lectiu i el moviment de partícules en el nucli atòmic i pel desenvolupament de la teoria de l'estructura del nucli atòmic basada en aquestes connexions                                                                                                   |
| 1975 |                                               | Leo James Rainwater                           | Estats Units                          | Pel descobriment de la connexió entre el moviment col·lectiu i el moviment de partícules en el nucli atòmic i pel desenvolupament de la teoria de l'estructura del nucli atòmic basada en aquestes connexions                                                                                                   |
| 1976 | Burton Richter                                | Burton Richter                                | Estats Units                          | Pel seu treball pioner en el descobriment d'una nova classe de partícules elementals pesades |
| 1976 | Samuel Chao Chung Ting                        | Samuel Chao Chung Ting                        | Estats Units · R.P. de la Xina        | Pel seu treball pioner en el descobriment d'una nova classe de partícules elementals pesades |
| 1977 | Philip Warren Anderson                        | Philip Warren Anderson                        | Estats Units                          | Per les seves investigacions teòriques fonamentals sobre l'estructura electrònica de sistemes magnètics desordenats |
| 1977 | John Hasbrouck van Vleck                      | John Hasbrouck van Vleck                      | Estats Units                          | Per les seves investigacions teòriques fonamentals sobre l'estructura electrònica de sistemes magnètics desordenats |
| 1977 | Nevill Francis Mott                           | Nevill Francis Mott                           | Regne Unit                            | Per les seves investigacions teòriques fonamentals sobre l'estructura electrònica de sistemes magnètics desordenats |
| 1978 | Piotr Leonídovitx Kapitsa                     | Piotr Leonídovitx Kapitsa                     | Unió Soviètica                        | Per les seves invencions i descobriments bàsics en l'àrea de la física de baixes temperatures |
| 1978 | Arno Allan Penzias                            | Arno Allan Penzias                            | Estats Units                          | Pel seu descobriment de la radiació del fons còsmic de microones |
| 1978 | Robert Woodrow Wilson                         |                                               | Estats Units                          | Pel seu descobriment de la radiació del fons còsmic de microones |
| 1979 |                                               | Sheldon Lee Glashow                           | Estats Units                          | Per les seves contribucions a la teoria de la interacció feble i electromagnètica unificada entre partícules elementals, incloent, entre altres coses, la predicció del corrent neutral feble |
| 1979 |                                               | Abdus Salam                                   | Pakistan                              | Per les seves contribucions a la teoria de la interacció feble i electromagnètica unificada entre partícules elementals, incloent, entre altres coses, la predicció del corrent neutral feble |
| 1979 | Steven Weinberg                               | Steven Weinberg                               | Estats Units                          | Per les seves contribucions a la teoria de la interacció feble i electromagnètica unificada entre partícules elementals, incloent, entre altres coses, la predicció del corrent neutral feble |
| 1980 | James Watson Cronin                           | James Watson Cronin                           | Estats Units                          | Pel descobriment de les violacions en els principis fonamentals de simetria en la desintegració de fondes K neutres |
| 1980 | Val Logsdon Fitch                             |                                               | Estats Units                          | Pel descobriment de les violacions en els principis fonamentals de simetria en la desintegració de fondes K neutres |
| 1981 |                                               | Nicolaas Bloembergen                          | Estats Units                          | Per la seva contribució al desenvolupament de l'espectroscòpia làser |
| 1981 | Arthur Leonard Schawlow                       | Arthur Leonard Schawlow                       | Estats Units                          | Per la seva contribució al desenvolupament de l'espectroscòpia làser |
| 1981 | Kai Siegbahn                                  | Kai Manne Börje Siegbahn                      | Suècia                                | Per la seva contribució al desenvolupament de l'espectroscòpia electrònica d'alta resolució |
| 1982 |                                               | Kenneth Geddes Wilson                         | Estats Units                          | Per la seva teoria sobre fenòmens crítics en relació amb les transicions de fase |
| 1983 |                                               | Subrahmanyan Chandrasekhar                    | Índia · Estats Units                  | Pels seus estudis teòrics sobre els processos químics importants per a l'estructura i evolució de les estrelles |
| 1983 | William Alfred Fowler                         | William Alfred Fowler                         | Estats Units                          | Pels seus estudis teòrics i experimentals sobre les reaccions nuclears d'importància en la formació d'elements químics en l'univers |
| 1984 | Carlo Rubbia                                  | Carlo Rubbia                                  | Itàlia                                | Per les seves decisives contribucions al gran projecte que va portar al descobriment de les partícules de camp W i Z, mediadores de la interacció feble |
| 1984 |                                               | Simon van der Meer                            | Països Baixos                         | Per les seves decisives contribucions al gran projecte que va portar al descobriment de les partícules de camp W i Z, mediadores de la interacció feble |
| 1985 | Klaus von Klitzing                            | Klaus von Klitzing                            | RFA                                   | pel descobriment de l'efecte Hall quàntic |
| 1986 |                                               | Ernst Ruska                                   | RFA                                   | Pel seu fonamental treball en òptica d'electrons i pel seu disseny del primer microscopi electrònic |
| 1986 | Gerd Binnig                                   | Gerd Binnig                                   | RFA                                   | Pel seu disseny del microscopi d'efecte túnel |
| 1986 | Heinrich Rohrer                               | Heinrich Rohrer                               | Suïssa                                | Pel seu disseny del microscopi d'efecte túnel |
| 1987 | Johannes Georg Bednorz                        | Johannes Georg Bednorz                        | RFA                                   | Pel seu important avanç en el descobriment de la superconductivitat en materials ceràmics |
| 1987 | Karl Alexander Müller                         | Karl Alexander Müller                         | Suïssa                                | Pel seu important avanç en el descobriment de la superconductivitat en materials ceràmics |
| 1988 | Leon Max Lederman                             | Leon Max Lederman                             | Estats Units                          | Pel mètode de feixos de neutrins i la demostració de la doble estructura dels leptons a través del descobriment del muon |
| 1988 | Melvin Schwartz                               |                                               | Estats Units                          | Pel mètode de feixos de neutrins i la demostració de la doble estructura dels leptons a través del descobriment del muon |
| 1988 | Jack Steinberger                              | Jack Steinberger                              | Estats Units                          | Pel mètode de feixos de neutrins i la demostració de la doble estructura dels leptons a través del descobriment del muon |
| 1989 |                                               | Norman Foster Ramsey                          | Estats Units                          | Per la invenció del mètode de camps oscil·latoris separats i el seu ús en el màser d'hidrogen i altres rellotges atòmics |
| 1989 |                                               | Hans Georg Dehmelt                            | Estats Units                          | Pel desenvolupament de la tècnica de trampa d'ions |
| 1989 |                                               | Wolfgang Paul                                 | RFA                                   | Pel desenvolupament de la tècnica de trampa d'ions |
| 1990 |                                               | Jerome I. Friedman                            | Estats Units                          | Per les seves investigacions pioneres sobre la dispersió inelàstica profunda d'electrons en protons i neutrons, que ha resultat d'importància essencial per al desenvolupament del model de quarks en física de partícules                                                                                      |
| 1990 | Henry Way Kendall                             | Henry Way Kendall                             | Estats Units                          | Per les seves investigacions pioneres sobre la dispersió inelàstica profunda d'electrons en protons i neutrons, que ha resultat d'importància essencial per al desenvolupament del model de quarks en física de partícules                                                                                      |
| 1990 |                                               | Richard E. Taylor                             | Canadà                                | Per les seves investigacions pioneres sobre la dispersió inelàstica profunda d'electrons en protons i neutrons, que ha resultat d'importància essencial per al desenvolupament del model de quarks en física de partícules                                                                                      |
| 1991 |                                               | Pierre-Gilles de Gennes                       | França                                | Per descobrir que els mètodes desenvolupats per a l'estudi de fenòmens d'ordre en sistemes simples pot ser generalitzat per a formes més complexes de matèria, en particular per cristalls líquids i polímers                                                                                                   |
| 1992 |                                               | Georges Charpak                               | França                                | Per la seva invenció i desenvolupament dels detectors de partícules, en particular, la càmera de fils |
| 1993 | Russell Alan Hulse                            | Russell Alan Hulse                            | Estats Units                          | Pel descobriment d'un nou tipus de púlsar, que ha obert noves possibilitats per a l'estudi de la gravitació |
| 1993 | Joseph Hooton Taylor                          | Joseph Hooton Taylor                          | Estats Units                          | Pel descobriment d'un nou tipus de púlsar, que ha obert noves possibilitats per a l'estudi de la gravitació |
| 1994 | Bertram Brockhouse                            | Bertram Brockhouse                            | Canadà                                | Pel desenvolupament de l'espectroscòpia de neutrons i per les seves contribucions pioneres al desenvolupament de les tècniques de dispersió de neutrons per a l'estudi de la matèria condensada |
| 1994 |                                               | Clifford Glenwood Shull                       | Estats Units                          | Pel desenvolupament de l'espectroscòpia de neutrons i per les seves contribucions pioneres al desenvolupament de les tècniques de dispersió de neutrons per a l'estudi de la matèria condensada |
| 1995 | Martin Lewis Perl                             | Martin Lewis Perl                             | Estats Units                          | Pel descobriment del leptó tau i per les seves pioneres contribucions experimentals a la física dels leptons |
| 1995 | Frederick Reines                              | Frederick Reines                              | Estats Units                          | Per descobrir el neutrí i per les seves contribucions experimentals pioneres en la física dels leptons |
| 1996 | David Morris Lee                              | David Morris Lee                              | Estats Units                          | Pel seu descobriment de la superfluïdesa de l'heli-3 |
| 1996 | Douglas D. Osheroff                           | Douglas D. Osheroff                           | Estats Units                          | Pel seu descobriment de la superfluïdesa de l'heli-3 |
| 1996 | Robert Coleman Richardson                     | Robert Coleman Richardson                     | Estats Units                          | Pel seu descobriment de la superfluïdesa de l'heli-3 |
| 1997 | Steven Chu                                    | Steven Chu                                    | Estats Units                          | Pel desenvolupament de mètodes per refredar i atrapar àtoms amb llum làser |
| 1997 | Claude Cohen-Tannoudji                        | Claude Cohen-Tannoudji                        | França                                | Pel desenvolupament de mètodes per refredar i atrapar àtoms amb llum làser |
| 1997 | William Daniel Phillips                       | William Daniel Phillips                       | Estats Units                          | Pel desenvolupament de mètodes per refredar i atrapar àtoms amb llum làser |
| 1998 | Robert B. Laughlin                            | Robert B. Laughlin                            | Estats Units                          | Pel seu descobriment d'una nova forma de fluid quàntic amb excitacions carregades fraccionalment |
| 1998 | Horst Ludwig Störmer                          | Horst Ludwig Störmer                          | Alemanya                              | Pel seu descobriment d'una nova forma de fluid quàntic amb excitacions carregades fraccionalment |
| 1998 |                                               | Daniel Chee Tsui                              | Estats Units                          | Pel seu descobriment d'una nova forma de fluid quàntic amb excitacions carregades fraccionalment |
| 1999 | Gerardus 't Hooft                             | Gerardus 't Hooft                             | Països Baixos                         | Per elucidar l'estructura quàntica de la interacció electrofeble en física |
| 1999 | Martinus J.G. Veltman                         | Martinus J.G. Veltman                         | Països Baixos                         | Per elucidar l'estructura quàntica de la interacció electrofeble en física |
| 2000 | Jorés Alfiórov                                | Jorés Alfiórov                                | Rússia                                | Per desenvolupar heteroestructures de semiconductors usats en la optoelectrònica i electrònica d'alta velocitat |
| 2000 |                                               | Herbert Kroemer                               | Alemanya                              | Per desenvolupar heteroestructures de semiconductors usats en la optoelectrònica i electrònica d'alta velocitat |
| 2000 |                                               | Jack St. Clair Kilby                          | Estats Units                          | Per la seva contribució a la invenció del circuit integrat |
| 2001 |                                               | Eric Allin Cornell                            | Estats Units                          | Per aconseguir la condensació de Bose-Einstein en gasos diluïts d'àtoms alcalins i pels seus primerencs i fonamentals estudis de les propietats dels condensats |
| 2001 | Carl Edwin Wieman                             |                                               | Estats Units                          | Per aconseguir la condensació de Bose-Einstein en gasos diluïts d'àtoms alcalins i pels seus primerencs i fonamentals estudis de les propietats dels condensats |
| 2001 | Wolfgang Ketterle                             | Wolfgang Ketterle                             | Alemanya                              | Per aconseguir la condensació de Bose-Einstein en gasos diluïts d'àtoms alcalins i pels seus primerencs i fonamentals estudis de les propietats dels condensats |
| 2002 | Raymond Davis Jr.                             | Raymond Davis Jr.                             | Estats Units                          | Per les seves contribucions pioneres a l'astrofísica, en particular, per la detecció dels neutrins còsmics |
| 2002 |                                               | Masatoshi Koshiba                             | Japó                                  | Per les seves contribucions pioneres a l'astrofísica, en particular, per la detecció dels neutrins còsmics |
| 2002 | Riccardo Giacconi                             | Riccardo Giacconi                             | Estats Units                          | Per les seves contribucions pioneres a l'astrofísica, que han conduït al descobriment de les fonts de raigs X còsmics |
| 2003 | Aleksei Alekséievitx Abrikóssov               | Aleksei Alekséievitx Abrikóssov               | Rússia · Estats Units                 | Per les seves contribucions pioneres a la teoria dels superconductors i superfluids |
| 2003 |                                               | Vitaly Lazarevich Ginzburg                    | Rússia                                | Per les seves contribucions pioneres a la teoria dels superconductors i superfluids |
| 2003 | Anthony James Leggett                         | Anthony James Leggett                         | Regne Unit · Estats Units             | Per les seves contribucions pioneres a la teoria dels superconductors i superfluids |
| 2004 | David J. Gross                                | David J. Gross                                | Estats Units                          | Pel descobriment de la llibertat asimptòtica en la teoria de la interacció forta |
| 2004 | David Politzer                                |                                               | Estats Units                          | Pel descobriment de la llibertat asimptòtica en la teoria de la interacció forta |
| 2004 | Frank Wilczek                                 | Frank Wilczek                                 | Estats Units                          | Pel descobriment de la llibertat asimptòtica en la teoria de la interacció forta |
| 2005 | Roy J. Glauber-                               | Roy J. Glauber-                               | Estats Units                          | Per la seva contribució a la teoria quàntica de la coherència òptica |
| 2005 | John L. Hall                                  | John L. Hall                                  | Estats Units                          | Per les seves contribucions al desenvolupament d'espectroscòpia de precisió basades en làsers, incloent la tècnica del pinta de freqüències òptiques |
| 2005 | Theodor W. Hänsch                             | Theodor W. Hänsch                             | Alemanya                              | Per les seves contribucions al desenvolupament d'espectroscòpia de precisió basades en làsers, incloent la tècnica del pinta de freqüències òptiques |
| 2006 | John C. Mather                                | John C. Mather                                | Estats Units                          | Pel descobriment de la forma del cos negre i l'anisotropia de la radiació de fons de microones |
| 2006 | George Smoot                                  | George F. Smoot                               | Estats Units                          | Pel descobriment de la forma del cos negre i l'anisotropia de la radiació de fons de microones |
| 2007 |                                               | Albert Fert                                   | França                                | Pel descobriment de la magnetoresistència gegant |
| 2007 | Peter Grünberg                                | Peter Grünberg                                | Alemanya                              | Pel descobriment de la magnetoresistència gegant |
| 2008 | Makoto Kobayashi                              | Makoto Kobayashi                              | Japó                                  | Pel descobriment de l'origen del problema de simetria trencada, que prediu l'existència de, almenys, tres famílies de quarks en la naturalesa |
| 2008 | Toshihide Maskawa                             | Toshihide Maskawa                             | Japó                                  | Pel descobriment de l'origen del problema de simetria trencada, que prediu l'existència de, almenys, tres famílies de quarks en la naturalesa |
| 2008 | Yoichiro Nambu                                | Yoichiro Nambu                                | Japó · Estats Units                   | Pel descobriment del mecanisme de la ruptura espontània de simetria electrofeble a la física subatòmica |
| 2009 | Charles K. Kao                                | Charles K. Kao                                | Hong Kong · Regne Unit · Estats Units | Pels seus èxits totalment nous respecte a la transmissió de la llum a través de les fibres òptiques per a la comunicació òptica |
| 2009 | Willard S. Boyle                              | Willard S. Boyle                              | Canadà · Estats Units                 | Per la invenció d'un circuit semiconductor formador d'imatges, el sensor de càrrega acoblada. |
| 2009 |                                               | George E. Smith                               | Estats Units                          | Per la invenció d'un circuit semiconductor formador d'imatges, el sensor de càrrega acoblada. |
| 2010 | Andre Geim                                    | Andre Geim                                    | Rússia · Països Baixos                | Pels seus nous experiments amb el grafè en dues dimensions |
| 2010 | Konstantin Novoselov                          | Konstantin Novoselov                          | Rússia · Regne Unit                   | Pels seus nous experiments amb el grafè en dues dimensions |
| 2011 | Saul Perlmutter                               | Saul Perlmutter                               | Estats Units                          | Pel descobriment de l'expansió accelerada de l'univers per l'observació de supernoves distants |
| 2011 | Brian Schmidt                                 | Brian Schmidt                                 | Austràlia · Estats Units              | Pel descobriment de l'expansió accelerada de l'univers per l'observació de supernoves distants |
| 2011 | Adam G. Riess                                 | Adam G. Riess                                 | Estats Units                          | Pel descobriment de l'expansió accelerada de l'univers per l'observació de supernoves distants |
| 2012 | Serge Haroche                                 | Serge Haroche                                 | França                                | Per mètodes experimentals innovadors que permeten de mesurar i manipular sistemes quàntics individuals. |
| 2012 | David J. Wineland                             | David J. Wineland                             | Estats Units                          | Per mètodes experimentals innovadors que permeten de mesurar i manipular sistemes quàntics individuals. |
| 2013 | Francois Englert                              | François Englert                              | Bèlgica                               | Pel descobriment teòric d'un mecanisme que contribueix a la nostra comprensió de l'origen de la massa de les partícules subatòmiques, i que recentment s'ha confirmat a través del descobriment de la partícula fonamental predita, fet pels experiments ATLAS i CMS al Gran Col·lisionador d'Hadrons del CERN. |
| 2013 | Peter Higgs                                   | Peter Higgs                                   | Regne Unit                            | Pel descobriment teòric d'un mecanisme que contribueix a la nostra comprensió de l'origen de la massa de les partícules subatòmiques, i que recentment s'ha confirmat a través del descobriment de la partícula fonamental predita, fet pels experiments ATLAS i CMS al Gran Col·lisionador d'Hadrons del CERN. |
| 2015 |                                               | Takaaki Kajita                                | Japó                                  | Pel descobriment de l'oscil·lació de neutrins, que demostra que els neutrins tenen massa. |
| 2015 |                                               | Arthur B. McDonald                            | Canadà                                | Pel descobriment de l'oscil·lació de neutrins, que demostra que els neutrins tenen massa. |
| 2016 |                                               | David J. Thouless                             | Regne Unit · Estats Units             | Pels descobriments teòrics de les transaccions de fase topològica de nous estats de la matèria que obren les portes al descobriment de nous materials. |
| 2016 |                                               | Duncan Haldane                                | Regne Unit · Estats Units             | Pels descobriments teòrics de les transaccions de fase topològica de nous estats de la matèria que obren les portes al descobriment de nous materials. |
| 2016 |                                               | J. Michael Kosterlitz                         | Regne Unit · Estats Units             | Pels descobriments teòrics de les transaccions de fase topològica de nous estats de la matèria que obren les portes al descobriment de nous materials. |
| 2017 |                                               | Rainer Weiss                                  | Estats Units                          | Per les seves contribucions decisives al detector LIGO i per l'observació d'ones gravitacionals. |
| 2017 | Barry Barish                                  |                                               | Estats Units                          | Per les seves contribucions decisives al detector LIGO i per l'observació d'ones gravitacionals. |
| 2017 | Kip Thorne                                    |                                               | Estats Units                          | Per les seves contribucions decisives al detector LIGO i per l'observació d'ones gravitacionals. |
| 2018 |                                               | Donna Strickland                              | Canadà                                | Per les seves revolucionàries invencions en el camp de la física del làser. |
| 2018 |                                               | Gérard Mourou                                 | França                                | Per les seves revolucionàries invencions en el camp de la física del làser. |
| 2018 |                                               | Arthur Ashkin                                 | Estats Units                          | Per les seves revolucionàries invencions en el camp de la física del làser. |
| 2019 |                                               | Philip James Edwin Peebles                    | Canadà                                | Per les seves descobertes teòriques en cosmologia física. |
| 2019 |                                               | Michel Mayor                                  | Suïssa                                | Per la descoberta d'un exoplaneta en orbita d'un estel de tipus solar. |
| 2019 | Didier Queloz                                 |                                               | Suïssa                                | Per la descoberta d'un exoplaneta en orbita d'un estel de tipus solar. |
| 2020 |                                               | Roger Penrose                                 | Regne Unit                            | Per descobrir que es pot predir la formació de forats negres a partir de la teoria general de la relativitat. |
| 2020 |                                               | Reinhard Genzel                               | Alemanya                              | Pel descobriment d'un forat negre supermassiu al centre de la nostra galàxia. |
| 2020 |                                               | Andrea Mia Ghez                               | Estats Units                          | Pel descobriment d'un forat negre supermassiu al centre de la nostra galàxia. |
| 2021 |                                               | Syukuro Manabe                                | Estats Units · Japó                   | Pel modelat físic del clima terrestre, quantificant la variabilitat i predint de manera confiable el calfament global. |
| 2021 |                                               | Klaus Hasselmann                              | Alemanya                              | Pel modelat físic del clima terrestre, quantificant la variabilitat i predint de manera confiable el calfament global. |
| 2021 |                                               | Giorgio Parisi                                | Itàlia                                | Per al descobriment de la interacció del desordre i les fluctuacions en els sistemes físics des d'escales atòmiques fins a planetàries. |
| 2022 |                                               | Anton Zeilinger                               | Àustria                               | Pels experiments amb fotons entrellaçats, establint la violació de les desigualtats de Bell i sent pioner en la ciència de la informació quàntica. |
| 2022 |                                               | Alain Aspect                                  | França                                | Pels experiments amb fotons entrellaçats, establint la violació de les desigualtats de Bell i sent pioner en la ciència de la informació quàntica. |
| 2022 |                                               | John Clauser                                  | Estats Units                          | Pels experiments amb fotons entrellaçats, establint la violació de les desigualtats de Bell i sent pioner en la ciència de la informació quàntica. |
| 2023 |                                               | Pierre Agostini                               | França · Estats Units                 | Pels mètodes experimentals que generen polsos de llum attosegons per a l'estudi de la dinàmica d'electrons en la matèria. |
| 2023 |                                               | Ferenc Krausz                                 | Hongria · Àustria                     | Pels mètodes experimentals que generen polsos de llum attosegons per a l'estudi de la dinàmica d'electrons en la matèria. |
| 2023 |                                               | Anne L'Huiller                                | França                                | Pels mètodes experimentals que generen polsos de llum attosegons per a l'estudi de la dinàmica d'electrons en la matèria. |
| 2024 |                                               | John Hopfield                                 | Estats Units                          | Per descobriments fundacionals i invencions que han permés l'aprenentatge automàtic amb xarxes neuronals |
| 2024 |                                               | Geoffrey Hinton                               | Regne Unit · Canadà                   | Per descobriments fundacionals i invencions que han permés l'aprenentatge automàtic amb xarxes neuronals |

## Guardonats per país
En la següent llista es calcula el nombre de guardonats atorgant un punt per guanyador i país i mig punt si té doble nacionalitat. Segons aquest barem, el país amb més guanyadors del Premi Nobel de Física és els Estats Units, seguit d'Alemanya (nota: dins Alemanya s'inclouen tots els guardons, des de l'Imperi Alemany fins a l'estat actual, d'igual forma dins de Rússia s'inclouen els guardonats durant la Unió Soviètica):
| Nació                | Nombre de guardonats |
| -------------------- | -------------------- |
| Estats Units         | 92                   |
| Alemanya             | 27                   |
| Regne Unit           | 25                   |
| França               | 14,5                 |
| Països Baixos        | 9                    |
| Japó                 | 8,5                  |
| Suïssa               | 6                    |
| Unió Soviètica       | 5                    |
| Rússia               | 5                    |
| Itàlia               | 5                    |
| Àustria              | 4,5                  |
| Suècia               | 4                    |
| Dinamarca            | 3                    |
| Canadà               | 3                    |
| República de la Xina | 2                    |
| Hongria              | 1,5                  |
| Bèlgica              | 1                    |
| Índia                | 1                    |
| Irlanda              | 1                    |
| Pakistan             | 1                    |
| R.P. de la Xina      | 1                    |
| Hong Kong            | 1                    |
| Polònia              | 1                    |